# Lopidea dawsoni
Lopidea dawsoni är en insektsart som beskrevs av Knight 1965. Lopidea dawsoni ingår i släktet Lopidea och familjen ängsskinnbaggar. Inga underarter finns listade i Catalogue of Life.